# كأس جنوب إفريقيا 2014–15
كأس جنوب أفريقيا 2014–15 هو موسم من كأس جنوب أفريقيا. فاز فيه ماميلودي صن داونز.